# ハボウキガイ科
ハボウキガイ科（ハボウキガイか、Pinnidae）は二枚貝綱翼形亜綱の1科である。いずれも大型の海産二枚貝で、タイラギなど食用になる種を含む。

## 概要
殻頂がとがった三角形の殻を持ち、殻の内面にはかすかな真珠光沢がある。殻の外面には弱い放射肋があり、殻は薄質で壊れやすい。尖端からたくさんの足糸を出し、周囲の砂粒や小石を付着させて体を固定する。
この足糸はシーシルク（Sea silk）として珍重され、Atrina fragilisや Pinna nobilisなどから採取される。一部の種は食用に漁獲される。

## 利用
ローズウォーターは1961年の著作 で以下のように述べている。
"ハボウキガイ科は世界各地で経済的に重要な種である。ほどほどの品質の真珠を作り出す。地中海地域では、何世紀にも渡ってPinna nobilis の足糸から作った繊維を手袋やショール、ストッキングやクロークなどの衣類の製作に利用していた。古来よりこの繊維で作られた服飾品は、その魅力的な黄金色から珍重されてきた。今日、ハボウキガイ科の貝は日本やポリネシア、インド-太平洋地域の島嶼やメキシコ西海岸で食用にされている。ポリネシアでは、Atrina vexillum の貝殻に彫刻を施して装飾品にしたり、大きな貝殻を皿にしたりしている。" 

## 属
ハボウキガイ科には以下の属が含まれる。

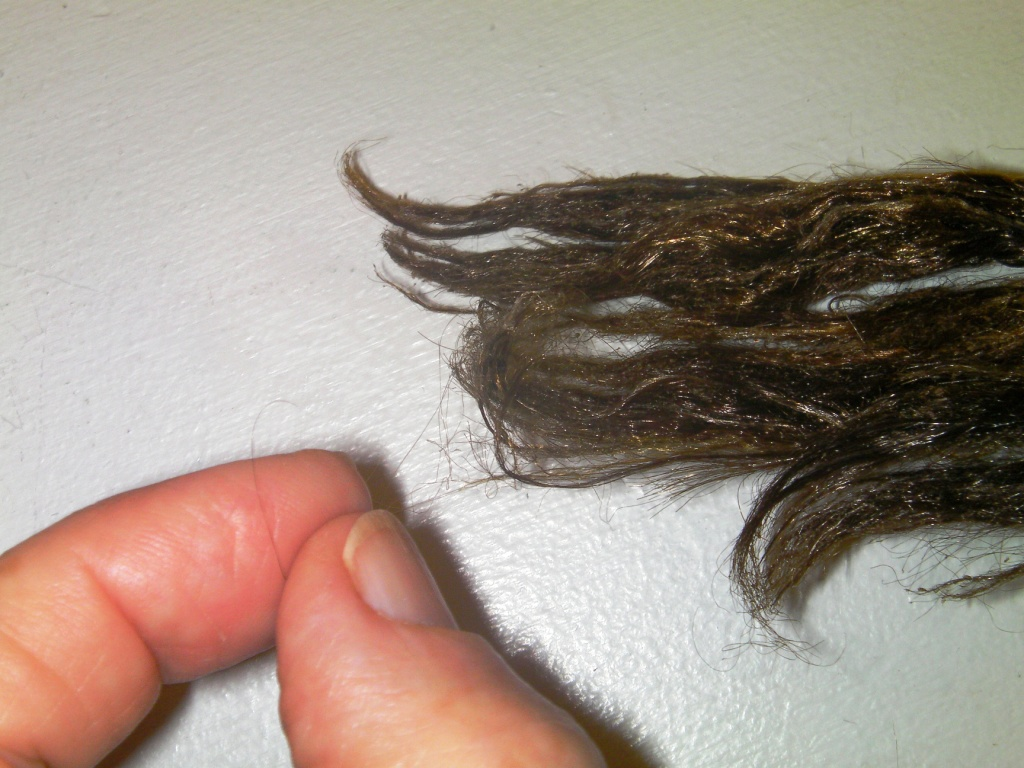
極めて細いPinna nobilis の足糸

- クロタイラギ属 Atrina Gray, 1842
- ハボウキガイ属 Pinna Linnaeus, 1758
- カゲロウガイ属 Streptopinna

## 関連文献
- "Pinnidae" (英語). Integrated Taxonomic Information System.
- Turner, Ruth D. and Rosewater, Joseph 1958. "The Family Pinnidae in the Western Atlantic" Johnsonia, Vol. 3 No. 38, June 28, 1958, pp. 285–326.
- R. Tucker Abbott & S. Peter Dance, 1982, “Compendium of seashells: a color guide to more than 4,200 of the world’s marine shells”, E.P. Dutton Inc., New York. ISBN 0-525-93269-0